# Bara, Syrien
Bara (arabiska: بارة) även kallad Al-Bara är en av de "Döda städerna" i nordvästra Syrien. Den ligger i  Jebel Riha, cirka 65 km norr om Hama och ungefär 80 km sydväst om Aleppo.
Bosättningen grundades på 300-talet längs den viktiga handelsleden mellan Antiochia vid Orontes och Apamea. Genom sitt utmärkta läge och förutsättningar för produktion av vin och olivolja blomstrade den på 400- och 500-talen. När de muslimer erövrade regionen och handelsvägarna avbröts och många städer övergavs, förblev Bara befolkad, de flesta invånarna föblev kristna och staden kom till och med att bli ett stift under Antiochia.
År 1098 intogs den av korsriddare under Första korståget (härifrån tog de sig sedan vidare till den kannibalistiska massakern i Ma`arat al-Numan) ledda av Raymond de Saint-Gilles. 1123 återerövrade muslimerna staden som därefter uppförde en liten fästning. Sendare på 1100-talet, efter en förödande jordbävning, övergavs staden. 
I början av 1900-talet växte en modern by med samma namn upp nära den forntida staden vilken fram till idag växt till en liten stad.
Ruinerna är de mest omfattande av alla döda städer och spridda bland fälten, olivlundar och frukträdgårdar. Man kan här hitta lämningar av minst 5 kyrkor, 3 kloster, flera villor, två pyramidgravar och en underjordisk grav.